# Serica deserticola
Serica deserticola är en skalbaggsart som beskrevs av Dawson 1952. Serica deserticola ingår i släktet Serica och familjen Melolonthidae. Inga underarter finns listade i Catalogue of Life.